# Mistrzostwa Świata w Narciarstwie Klasycznym 2011
Mistrzostwa Świata w Narciarstwie Klasycznym 2011 odbyły się w dniach od 23 lutego do 6 marca 2011 w stolicy Norwegii, Oslo. Były to piąte mistrzostwa, które odbyły się w Norwegii. Dotychczas walczono o medale mistrzostw świata trzykrotnie w Oslo (1930, 1966 i 1982) oraz jeden raz w Trondheim (1997). Stolica Norwegii została wybrana w głosowaniu, w którym wygrała z Val di Fiemme (Włochy) i Zakopanem (Polska) stosunkiem głosów 12-4-0, na kongresie FIS-u, który odbył się 25 maja 2006 w portugalskiej miejscowości Vilamoura.

## Reprezentacje państw uczestniczących w mistrzostwach
W nawiasach (  ) została podana liczba reprezentantów danego kraju.
| - Andora (1) - Argentyna (2) - Armenia (6) - Australia (7) - Austria (21) - Białoruś (5) - Bośnia i Hercegowina (1) - Brazylia (4) - Bułgaria (6) - Chiny (4) - Chorwacja (4) - Czechy (21) - Dania (6) - Estonia (22) - Finlandia (28) - Francja (23) - Grecja (3) | - Hiszpania (5) - Holandia (1) - Iran (4) - Irlandia (2) - Izrael (1) - Japonia (23) - Kanada (13) - Kazachstan (19) - Kenia (1) - Kirgistan (4) - Korea Południowa (4) - Litwa (5) - Łotwa (13) - Macedonia Północna (6) - Mołdawia (1) - Niemcy (30) - Norwegia (30) | - Nowa Zelandia (2) - Peru (1) - Polska (14) - Rosja (36) - Rumunia (4) - Słowacja (6) - Słowenia (22) - Stany Zjednoczone (25) - Szwajcaria (19) - Szwecja (16) - Turcja (1) - Ukraina (15) - Wenezuela (2) - Węgry (13) - Wielka Brytania (7) - Włochy (33) |

## Biegi narciarskie

### Biegi narciarskie mężczyzn
| Konkurencja                         | Data           | Złoto                                                                                  | Srebro                                                                        | Brąz                                                                  |
| ----------------------------------- | -------------- | -------------------------------------------------------------------------------------- | ----------------------------------------------------------------------------- | --------------------------------------------------------------------- |
| Sprint techniką dowolną             | 24 lutego 2011 | Marcus Hellner                                                                         | Petter Northug                                                                | Emil Jönsson                                                          |
| Sprint drużynowy techniką klasyczną | 2 marca 2011   | Kanada Devon Kershaw · Alex Harvey                                                     | Norwegia Petter Northug · Ola Vigen Hattestad                                 | Rosja Aleksandr Panżynski · Nikita Kriukow                            |
| 15 km techniką klasyczną            | 1 marca 2011   | Matti Heikkinen                                                                        | Eldar Rønning                                                                 | Martin Johnsrud Sundby                                                |
| Bieg łączony 30 km                  | 27 lutego 2011 | Petter Northug                                                                         | Maksim Wylegżanin                                                             | Ilja Czernousow                                                       |
| 50 km techniką dowolną              | 6 marca 2011   | Petter Northug                                                                         | Maksim Wylegżanin                                                             | Tord Asle Gjerdalen                                                   |
| Sztafeta 4 x 10 km                  | 4 marca 2011   | Norwegia Martin Johnsrud Sundby · Eldar Rønning · Tord Asle Gjerdalen · Petter Northug | Szwecja Daniel Richardsson · Johan Olsson · Anders Södergren · Marcus Hellner | Niemcy Jens Filbrich · Axel Teichmann · Franz Göring · Tobias Angerer |

### Biegi narciarskie kobiet
| Konkurencja                         | Data           | Złoto                                                                               | Srebro                                                                            | Brąz                                                                                      |
| ----------------------------------- | -------------- | ----------------------------------------------------------------------------------- | --------------------------------------------------------------------------------- | ----------------------------------------------------------------------------------------- |
| Sprint techniką dowolną             | 24 lutego 2011 | Marit Bjørgen                                                                       | Arianna Follis                                                                    | Petra Majdič                                                                              |
| Sprint drużynowy techniką klasyczną | 2 marca 2011   | Szwecja Ida Ingemarsdotter · Charlotte Kalla                                        | Finlandia Aino-Kaisa Saarinen · Krista Lähteenmäki                                | Norwegia Maiken Caspersen Falla · Astrid Jacobsen                                         |
| 10 km techniką klasyczną            | 28 lutego 2011 | Marit Bjørgen                                                                       | Justyna Kowalczyk                                                                 | Aino-Kaisa Saarinen                                                                       |
| Bieg łączony 15 km                  | 26 lutego 2011 | Marit Bjørgen                                                                       | Justyna Kowalczyk                                                                 | Therese Johaug                                                                            |
| 30 km techniką dowolną              | 5 marca 2011   | Therese Johaug                                                                      | Marit Bjørgen                                                                     | Justyna Kowalczyk                                                                         |
| Sztafeta 4 x 5 km                   | 3 marca 2011   | Norwegia Vibeke Skofterud · Therese Johaug · Kristin Størmer Steira · Marit Bjørgen | Szwecja Ida Ingemarsdotter · Anna Jönsson Haag · Britta Norgren · Charlotte Kalla | Finlandia Pirjo Muranen · Aino-Kaisa Saarinen · Riitta-Liisa Roponen · Krista Lähteenmäki |

## Kombinacja norweska
| Konkurencja                                           | Data           | Złoto                                                                    | Srebro                                                                   | Brąz                                                                  |
| ----------------------------------------------------- | -------------- | ------------------------------------------------------------------------ | ------------------------------------------------------------------------ | --------------------------------------------------------------------- |
| Gundersen – Normalna skocznia HS 106 / 10 km          | 26 lutego 2011 | Eric Frenzel                                                             | Tino Edelmann                                                            | Felix Gottwald                                                        |
| HS 106 / 4 x 5 km techniką dowolną                    | 28 lutego 2011 | Austria David Kreiner · Bernhard Gruber · Felix Gottwald · Mario Stecher | Niemcy Johannes Rydzek · Björn Kircheisen · Tino Edelmann · Eric Frenzel | Norwegia Jan Schmid · Magnus Moan · Mikko Kokslien · Håvard Klemetsen |
| Gundersen – Duża skocznia Holmenkollen HS 134 / 10 km | 2 marca 2011   | Jason Lamy Chappuis                                                      | Johannes Rydzek                                                          | Eric Frenzel                                                          |
| HS 134 / 4 x 5 km techniką dowolną                    | 4 marca 2011   | Austria Bernhard Gruber · David Kreiner · Felix Gottwald · Mario Stecher | Niemcy Johannes Rydzek · Björn Kircheisen · Eric Frenzel · Tino Edelmann | Norwegia Mikko Kokslien · Håvard Klemetsen · Jan Schmid · Magnus Moan |

## Skoki narciarskie

### Skoki narciarskie mężczyzn
| Konkurencja                                     | Data           | Złoto                                                                             | Srebro                                                                     | Brąz                                                                        |
| ----------------------------------------------- | -------------- | --------------------------------------------------------------------------------- | -------------------------------------------------------------------------- | --------------------------------------------------------------------------- |
| Normalna skocznia HS 106 indywidualnie          | 26 lutego 2011 | Thomas Morgenstern                                                                | Andreas Kofler                                                             | Adam Małysz                                                                 |
| Normalna skocznia drużynowo                     | 27 lutego 2011 | Austria Gregor Schlierenzauer · Martin Koch · Andreas Kofler · Thomas Morgenstern | Norwegia Anders Jacobsen · Bjørn Einar Romøren · Anders Bardal · Tom Hilde | Niemcy Martin Schmitt · Michael Uhrmann · Michael Neumayer · Severin Freund |
| Duża skocznia Holmenkollen HS 134 indywidualnie | 3 marca 2011   | Gregor Schlierenzauer                                                             | Thomas Morgenstern                                                         | Simon Ammann                                                                |
| Duża skocznia drużynowo                         | 5 marca 2011   | Austria Gregor Schlierenzauer · Martin Koch · Andreas Kofler · Thomas Morgenstern | Norwegia Anders Jacobsen · Johan Remen Evensen · Anders Bardal · Tom Hilde | Słowenia Peter Prevc · Jurij Tepeš · Jernej Damjan · Robert Kranjec         |

### Skoki narciarskie kobiet
| Konkurencja                     | Data           | Złoto            | Srebro            | Brąz          |
| ------------------------------- | -------------- | ---------------- | ----------------- | ------------- |
| Normalna skocznia indywidualnie | 25 lutego 2011 | Daniela Iraschko | Elena Runggaldier | Coline Mattel |

## Szczegółowe wyniki
- Biegi narciarskie
- Kombinacja norweska
- Skoki narciarskie

## Klasyfikacja medalowa
| #   | Reprezentacja | Złoto | Srebro | Brąz | Razem |
| --- | ------------- | ----- | ------ | ---- | ----- |
| 1.  | Norwegia      | 8     | 6      | 6    | 20    |
| 2.  | Austria       | 7     | 2      | 1    | 10    |
| 3.  | Szwecja       | 2     | 2      | 1    | 5     |
| 4.  | Niemcy        | 1     | 4      | 3    | 8     |
| 5.  | Finlandia     | 1     | 1      | 2    | 4     |
| 6.  | Francja       | 1     | 0      | 1    | 2     |
| 7.  | Kanada        | 1     | 0      | 0    | 1     |
| 8.  | Polska        | 0     | 2      | 2    | 4     |
| 8.  | Rosja         | 0     | 2      | 2    | 4     |
| 10. | Włochy        | 0     | 2      | 0    | 2     |
| 11. | Słowenia      | 0     | 0      | 2    | 2     |
| 12. | Szwajcaria    | 0     | 0      | 1    | 1     |

### Multimedaliści
| #   | Zawodnik               | Złoto | Srebro | Brąz | Razem |
| --- | ---------------------- | ----- | ------ | ---- | ----- |
| 1.  | Marit Bjørgen          | 4     | 1      | 0    | 5     |
| 2.  | Petter Northug         | 3     | 2      | 0    | 5     |
| 3.  | Thomas Morgenstern     | 3     | 1      | 0    | 4     |
| 4.  | Gregor Schlierenzauer  | 3     | 0      | 0    | 3     |
| 5.  | Andreas Kofler         | 2     | 1      | 0    | 3     |
| 6.  | Therese Johaug         | 2     | 0      | 1    | 3     |
| 6.  | Felix Gottwald         | 2     | 0      | 1    | 3     |
| 8.  | Bernhard Gruber        | 2     | 0      | 0    | 2     |
| 8.  | David Kreiner          | 2     | 0      | 0    | 2     |
| 8.  | Mario Stecher          | 2     | 0      | 0    | 2     |
| 8.  | Martin Koch            | 2     | 0      | 0    | 2     |
| 12. | Eric Frenzel           | 1     | 2      | 1    | 4     |
| 13. | Eldar Rønning          | 1     | 1      | 0    | 2     |
| 13. | Marcus Hellner         | 1     | 1      | 0    | 2     |
| 13. | Ida Ingemarsdotter     | 1     | 1      | 0    | 2     |
| 13. | Charlotte Kalla        | 1     | 1      | 0    | 2     |
| 17. | Martin Johnsrud Sundby | 1     | 0      | 1    | 2     |
| 17. | Tord Asle Gjerdalen    | 1     | 0      | 1    | 2     |
| 19. | Tino Edelmann          | 0     | 3      | 0    | 3     |
| 19. | Johannes Rydzek        | 0     | 3      | 0    | 3     |
| 21. | Justyna Kowalczyk      | 0     | 2      | 1    | 3     |
| 22. | Björn Kircheisen       | 0     | 2      | 0    | 2     |
| 22. | Anders Jacobsen        | 0     | 2      | 0    | 2     |
| 22. | Anders Bardal          | 0     | 2      | 0    | 2     |
| 22. | Tom Hilde              | 0     | 2      | 0    | 2     |
| 22. | Maksim Wylegżanin      | 0     | 2      | 0    | 2     |
| 27. | Aino-Kaisa Saarinen    | 0     | 1      | 2    | 3     |
| 28. | Krista Lähteenmäki     | 0     | 1      | 1    | 2     |
| 29. | Mikko Kokslien         | 0     | 0      | 2    | 2     |
| 29. | Håvard Klemetsen       | 0     | 0      | 2    | 2     |
| 29. | Jan Schmid             | 0     | 0      | 2    | 2     |
| 29. | Magnus Moan            | 0     | 0      | 2    | 2     |